# Billardiera
Billardiera är ett släkte av tvåhjärtbladiga växter. Billardiera ingår i familjen Pittosporaceae.
Kladogram enligt Catalogue of Life:
| Billardiera | \| \| Billardiera angustifolia \| \| \| \| \| \| Billardiera coriacea \| \| \| \| \| \| Billardiera cymosa \| \| \| \| \| \| Billardiera drummondii \| \| \| \| \| \| Billardiera heterophylla \| \| \| \| \| \| Billardiera longiflora \| \| \| \| \| \| Billardiera nesophila \| \| \| \| \| \| Billardiera rubens \| \| \| \| \| \| Billardiera scandens \| \| \| \| \| \| Billardiera sericea \| \| \| \| \| \| Billardiera sericophora \| \| \| \| \| \| Billardiera uniflora \| \| \| \| \| \| Billardiera variifolia \| \| \| \| \| \| Billardiera venusta \| \| \| \| \| \| Billardiera versicolor \| \| \| \| \| \| Billardiera viridiflora \| \| \| \| |
|             | \| \| Billardiera angustifolia \| \| \| \| \| \| Billardiera coriacea \| \| \| \| \| \| Billardiera cymosa \| \| \| \| \| \| Billardiera drummondii \| \| \| \| \| \| Billardiera heterophylla \| \| \| \| \| \| Billardiera longiflora \| \| \| \| \| \| Billardiera nesophila \| \| \| \| \| \| Billardiera rubens \| \| \| \| \| \| Billardiera scandens \| \| \| \| \| \| Billardiera sericea \| \| \| \| \| \| Billardiera sericophora \| \| \| \| \| \| Billardiera uniflora \| \| \| \| \| \| Billardiera variifolia \| \| \| \| \| \| Billardiera venusta \| \| \| \| \| \| Billardiera versicolor \| \| \| \| \| \| Billardiera viridiflora \| \| \| \| |
|             | Auranticarpa |
|             | |
|             | Bentleya |
|             | |
|             | Bursaria |
|             | |
|             | Cheiranthera |
|             | |
|             | Hymenosporum |
|             | |
|             | Marianthus |
|             | |
|             | Pittosporum |
|             | |
|             | Pronaya |
|             | |
|             | Rhytidosporum |
|             | |
|             | Xerosollya |
|             | |
|             | Billardiera angustifolia |
|             | |
|             | Billardiera coriacea |
|             | |
|             | Billardiera cymosa |
|             | |
|             | Billardiera drummondii |
|             | |
|             | Billardiera heterophylla |
|             | |
|             | Billardiera longiflora |
|             | |
|             | Billardiera nesophila |
|             | |
|             | Billardiera rubens |
|             | |
|             | Billardiera scandens |
|             | |
|             | Billardiera sericea |
|             | |
|             | Billardiera sericophora |
|             | |
|             | Billardiera uniflora |
|             | |
|             | Billardiera variifolia |
|             | |
|             | Billardiera venusta |
|             | |
|             | Billardiera versicolor |
|             | |
|             | Billardiera viridiflora |
|             | |

|  | Billardiera angustifolia |
|  |                          |
|  | Billardiera coriacea     |
|  |                          |
|  | Billardiera cymosa       |
|  |                          |
|  | Billardiera drummondii   |
|  |                          |
|  | Billardiera heterophylla |
|  |                          |
|  | Billardiera longiflora   |
|  |                          |
|  | Billardiera nesophila    |
|  |                          |
|  | Billardiera rubens       |
|  |                          |
|  | Billardiera scandens     |
|  |                          |
|  | Billardiera sericea      |
|  |                          |
|  | Billardiera sericophora  |
|  |                          |
|  | Billardiera uniflora     |
|  |                          |
|  | Billardiera variifolia   |
|  |                          |
|  | Billardiera venusta      |
|  |                          |
|  | Billardiera versicolor   |
|  |                          |
|  | Billardiera viridiflora  |
|  |                          |

## Bildgalleri

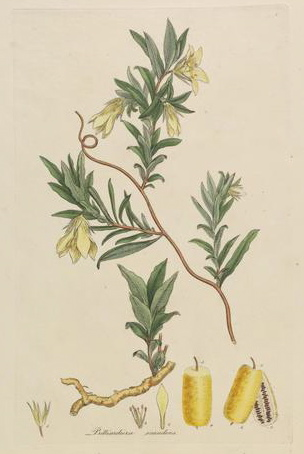
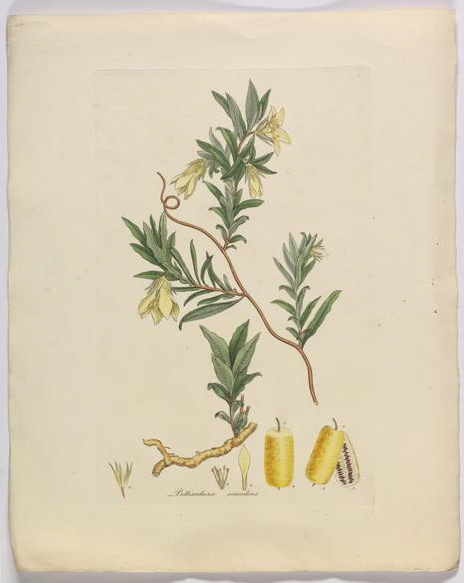
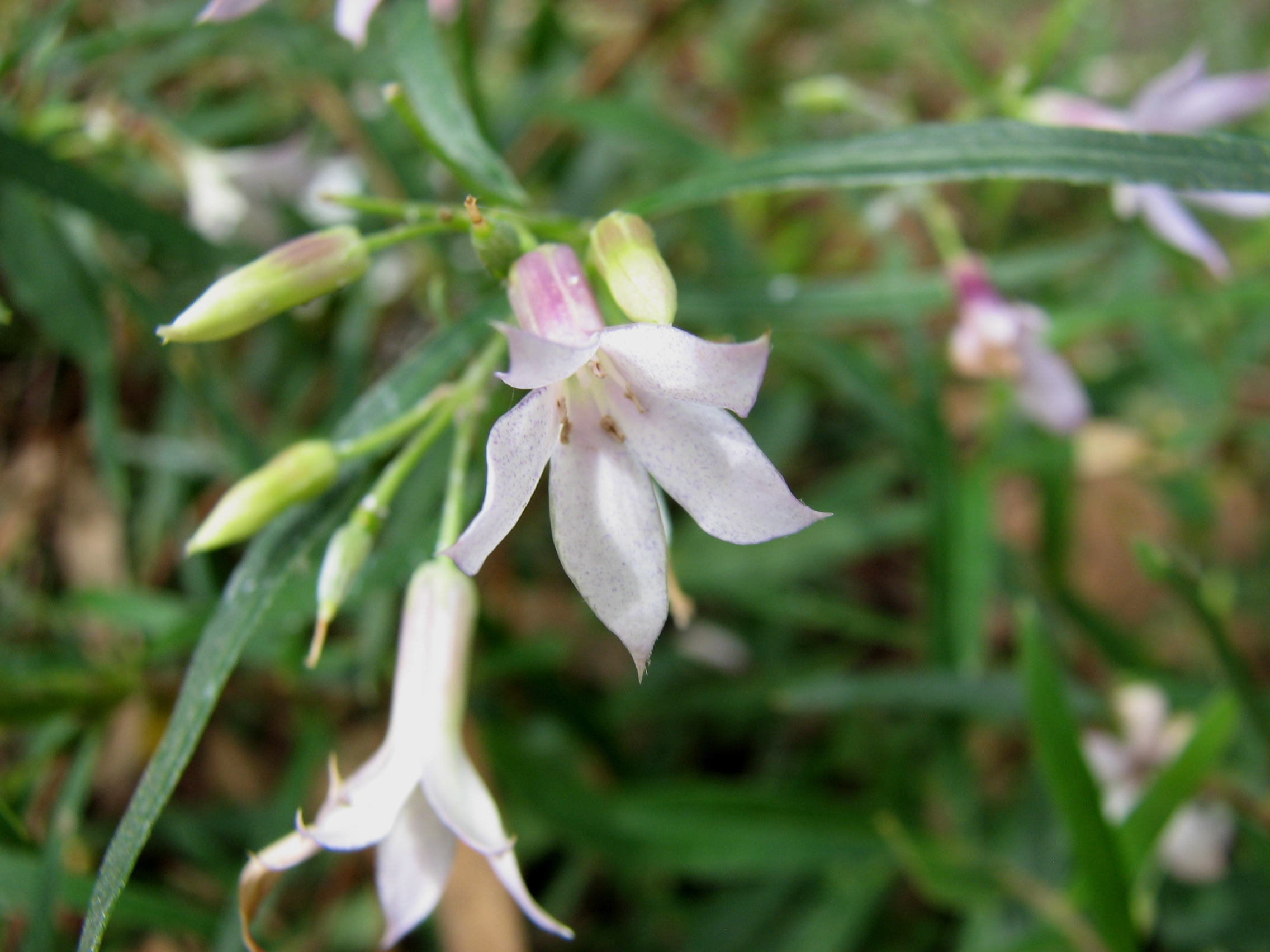
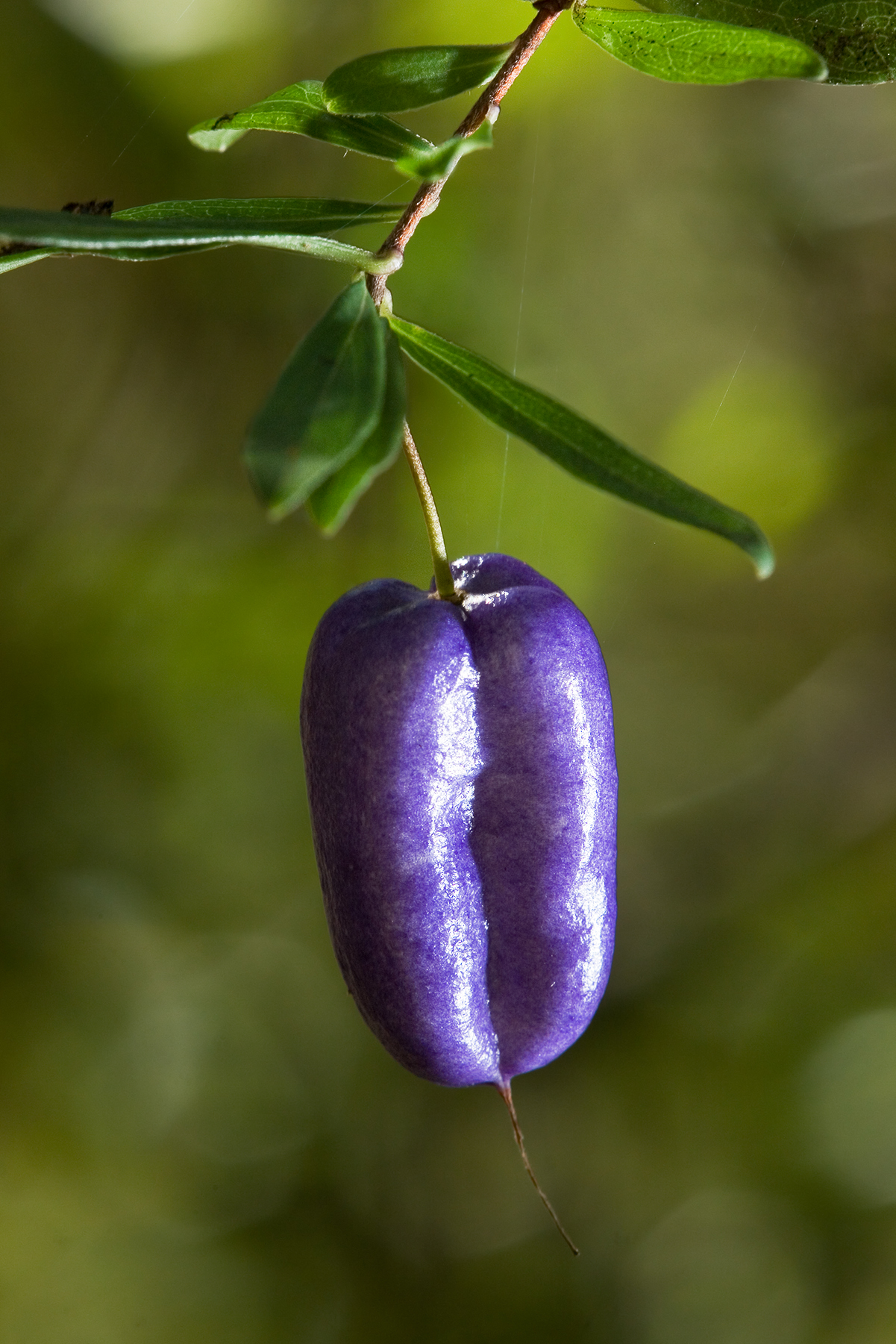